# Bjarni Jónsson
Bjarni Jónsson (15 de fevereiro de 1920 – 30 de setembro de 2016) foi um matemático islandês.
Foi palestrante convidado do Congresso Internacional de Matemáticos em Vancouver (1974: Varieties of algebras and their congruence varieties).

## Obras
- com Tarski: Direct decomposition of finite algebraic systems, Notre Dame Lectures in Mathematics, 1947